# Remenica
Remenica je kolo za prihvat i vođenje remena u remenskome prijenosu.

## Podjela
Valjkasta remenica se izrađuju najčešće od sivog lijeva, čeličnog lijeva, lakih metala, od čeličnih poluproizvoda i koristi se kod prijenosa s plosnatim remenjem. Klinasta remenica je remenica na čijemu je obodu izrađen jedan trapezni utor ili više njih za vođenje klinastoga remena. Zatezna remenica je remenica koja pritišće slobodni krak remena čime se osigurava veća napetost remena i povećava obuhvatni kut remena i remenice. Ozubljena remenica je remenica za remenski prijenos sa zupčastim remenom.

### Valjkaste ili cilindrične remenice
Valjkaste remenice se izrađuju najčešće od sivog lijeva, čeličnog lijeva, lakih metala, od čeličnih poluproizvoda. Glavne mjere su standardizirane prema DIN 111. Vijenci se izrađuju valjkasti ili zaobljeni (bombirani). Kod zaobljenih remenica mora se remen naknadno prilagoditi (priljubiti) zaobljenju. Kod kožnatog remenja se u pravilu za pogonsku remenicu predviđa ravna valjkasta, a za gonjenu zaobljena remenica. Pri brzini remena preko 30 m/s uzimaju se obje remenice zaobljene. Za remenje od tekstila i umjetnih masa dovoljne su valjkaste remenice. Remenice se moraju okretati, a da ne zanašaju. Remenice se moraju uravnotežavati statički, a pri brzini od preko 25 m/s i dinamički. Za obodne brzine do 35 m/s zadovoljavaju remenice od sivog lijeva, a iznad toga remenice su od čeličnog lijeva ili čelika. Ako su potrebne zamašne mase, upotrebljavaju se remenice s velikom težinom vijenca.

### Klinaste remenice
Remenice prijenosa s klinastim remenjem lijevaju se od istih materijala, kao i one u prijenosima s plosnatim remenjem. Osim toga, remenice prijenosa s klinastim remenjem izrađuju se i od čeličnih limova prešanjem, a za male snage i od plastičnih masa.
Glavni materijal od kojeg se izrađuje klinasto remenje jest guma. U gornjoj zoni, iznad neutralne linije, gdje uglavnom vladaju vlačna naprezanja, guma je pojačana armaturom od tekstilnih vlakana, a izvana gumiranom tekstilnom oblogom. U novije vrijeme izrađuje se vrlo kvalitetno klinasto remenje s armaturom od umjetnog vlakna (Nylon, Perlon, Kapron i tako dalje), a ponekad i od čeličnih žica. Najnoviji proizvodi te vrste, takozvani uski klinasti remeni izrađeni su od najkvalitetnije gume. Ovo remenje dopušta velike brzine i prenaša jednake snage pri gotovo 4 puta manjem presjeku od običnog klinastog remenja. U donjoj zoni klinastog remenja pojavljuje se pri savijanju samo tlak, pa je tu armiranje izlišno.
Kako su standardizirani ne samo profili već i duljine klinastih remena, oni se uglavnom proizvode kao gotove beskrajne trake. Sastavljanje beskrajnih traka od klinastog remenja dijelovima za spajanje rijetko dolazi u obzir; općenito se izbjegava jer takvo remenje onda podnosi manja opterećenja i brže se troši. Dijelovi za spajanje klinastog remenja posebne su izvedbe.

### Ozubljena remenica
Ozubljene remenice izrađene su pretežno od metala (prvenstveno iz AlCuMg), s glodanim zubima posebnog ozubljenja, ali i od plastične mase. U serijskoj proizvodnji se za izradu ozubljenih remenica upotrebljava i precizni tlačni lijev. Da ne bi došlo do bočnog silaženja zupčastog remena s remenice, stavljaju se bočne ploče, i to bilo dvije na jednoj remenici ili po jednu na svakoj remenici.

## Konopnica
Konopnica je kolo za konopni prijenos. Konopni prijenos kao bitne dijelove mehaničkog prijenosa imaju dva kola i gibljivi dio koji prenosi snagu s jednoga na drugo kolo. Za gibljivi dio ovih prijenosa služe konopi od prirodnog ili umjetnog vlakna. Slično kao i kod remenica prijenosa klinastim remenjem i vijenci konopnica imaju žlijebove prilagođene obliku gibljivog dijela.

### Užnica
Užnica je metalni ili drveni kotač sa žlijebom po rubu za kretanje užeta u koloturu, a koristi se za užni prijenos. Užni prijenos kao bitne dijelove mehaničkog prijenosa imaju dva kola i gibljivi dio koji prenosi snagu s jednoga na drugo kolo. Za gibljivi dio ovih prijenosa služi čelična užad. Slično kao i kod remenica prijenosa klinastim remenjem i vijenci užnica imaju žlijebove prilagođene obliku gibljivog dijela.